# Гарнизон в Геленово
Гарнизон в Геленово — гарнизон 86-го пехотного полка Войска Польского, который находился на территории фольварка Геленово (с 1929 года в составе города Молодечно) с 1922 по 1939 год.

## История гарнизона и 86-го пехотного полка
История гарнизона в Геленово началась в 1922 году, когда 86-й пехотный полк Войска Польского был переведён сюда из Вильно. Полк был набран из жителей Минска и Минщины во время Советско-польской войны в 1919 году и входил в состав так называемых сил «Самообороны Литвы и Беларуси» под названием «Минский стрельцовый полк». Он отметился участием в Варшавской битве.
В ноябре 1920 года полк принял участие в походе на Вильно генерала Желиговского, в итоге которого образовалась новое государство — Срединная Литва со столицей в Вильно. Здесь полк находился до марта 1922 года, когда в результате совместного акта сеймов в Варшаве и Вильно Виленский край был принят в состав Польши, а Войско Срединной Литвы было включено в Войско Польское. Тогда «Минский стрельцовый полк» стал 86-м пехотным полком Войска Польского и был переведён в фольварк Геленово, дзе размещались основные силы полка. Штаб полка сначала находился на улице Замковой в Молодечно, третий батальон — в деревне Красное, а батальон запаса остался возле Вильно — в Нововилейке.
В 1924 году в фольварке Геленово началось обширное строительство. Были возведены кирпичные казармы для рядовых, заложены дома для офицеров и сержантов, а также другие строения армейской инфраструктуры гарнизона. В конце 1920-х гадов военный городок уже занимал большую площадь, ограниченную, если смотреть на современный план Молодечно, улицами Драздовича, Ясинского, Чайковского и Б. Хмельницкого. Здесь проживали 68 офицеров с семьями и 2200 сержантов и рядовых регулярной армии.
В 1929 году фольварк Геленово вошёл в состав города Молодечно. В том же году на северном въезде в гарнизон была возведена триумфальная арка в честь руководителя Польши Юзефа Пилсудского. Открытие арки состоялось во время праздничных мероприятий, посвящённых десятилетию 86-го пехотного полка.
В сентябре 1939 года полк в составе 19-й пехотной дивизии Войска Польского принимал участие в обороне Пётркува-Трыбунальского в центральной Польше, где сражался против сил 10-й армии Вермахта. В ходе отступления полк занимал позиции возле Гродно, но 17 сентября, когда на территорию Западной Беларуси вошли части Красной Армии, был вынужден сложить оружие. С того времени гарнизон в Геленово перестал быть армейским поселением Войска Польского.

## Гарнизон в Геленово сегодня
На территории современного Геленово сохранилось много строений, входивших ранее в состав военного городка.
Здание пехотных казарм после войны использовалось по-разному. Тут находилось общежитие Молодечненского учётно-планового техникума и учебные аудитории Молодечненского медицинского училища. В одном из крыльев этого здания размещался Молодечненский областной комитет комсомола, первым секретарём которого был Пётр Машеров. После капитального ремонта 2010—2012 годов тут разместился учебный корпус Молодечненского политехнического колледжа.
Хорошо сохранились два трёхэтажных дома для семей польских офицеров, стоящих на улице Машерова. До начала 1960-х между этими домами находилась триумфальная арка. Здания построены в стиле характерном для ведомственного жилья межвоенной Польши. На стенах домов можно заметить следы от пуль и снарядов.
Здание, где сегодня находится Минский областной драматический театр, во времена 86-го полка было культурно-развлекательным центром гарнизона. Тут находится клуб офицеров, казино и офицерская столовая. Напротив театра, через улицу Машерова, находится двухэтажный жилой дом. Этот дом был одним из первых кирпичных строений гарнизона. Он предназначался для семей сержантов Войска Польского. После войны в этом здании находился Молодечненский областной узел связи.
Корпус, в котором теперь находятся урологическое и хирургическое отделения первой городской больницы, раньше являлся штабом полка. До нашего времени в нём сохранились радиаторы старой отопительной системы и часть окон нетиповой удлинённой формы.
По улице Буйло находится бывший дом коменданта гарнизона. Теперь это детский центр культуры «Росток».
Современный Молодечненски городской стадион построен на месте армейского плаца, который также исполнял роль ипподрома. В западной части гарнизона, вдоль теперешней улицы Язепа Дроздовича, были построены большие конюшни. После войны на месте этих конюшен разместились цеха ЗАО Молодечномебель. Хорошо сохранилась водонапорная башня, обеспечивавшая водой поилки для коней.
Также в Геленово сохранилось много типовых двухэтажных домов отличительной довоенной архитектуры. Эти здания построены для гражданских служащих гарнизона и для семей нижних командных чинов.

Сохранившиеся здания гарнизона
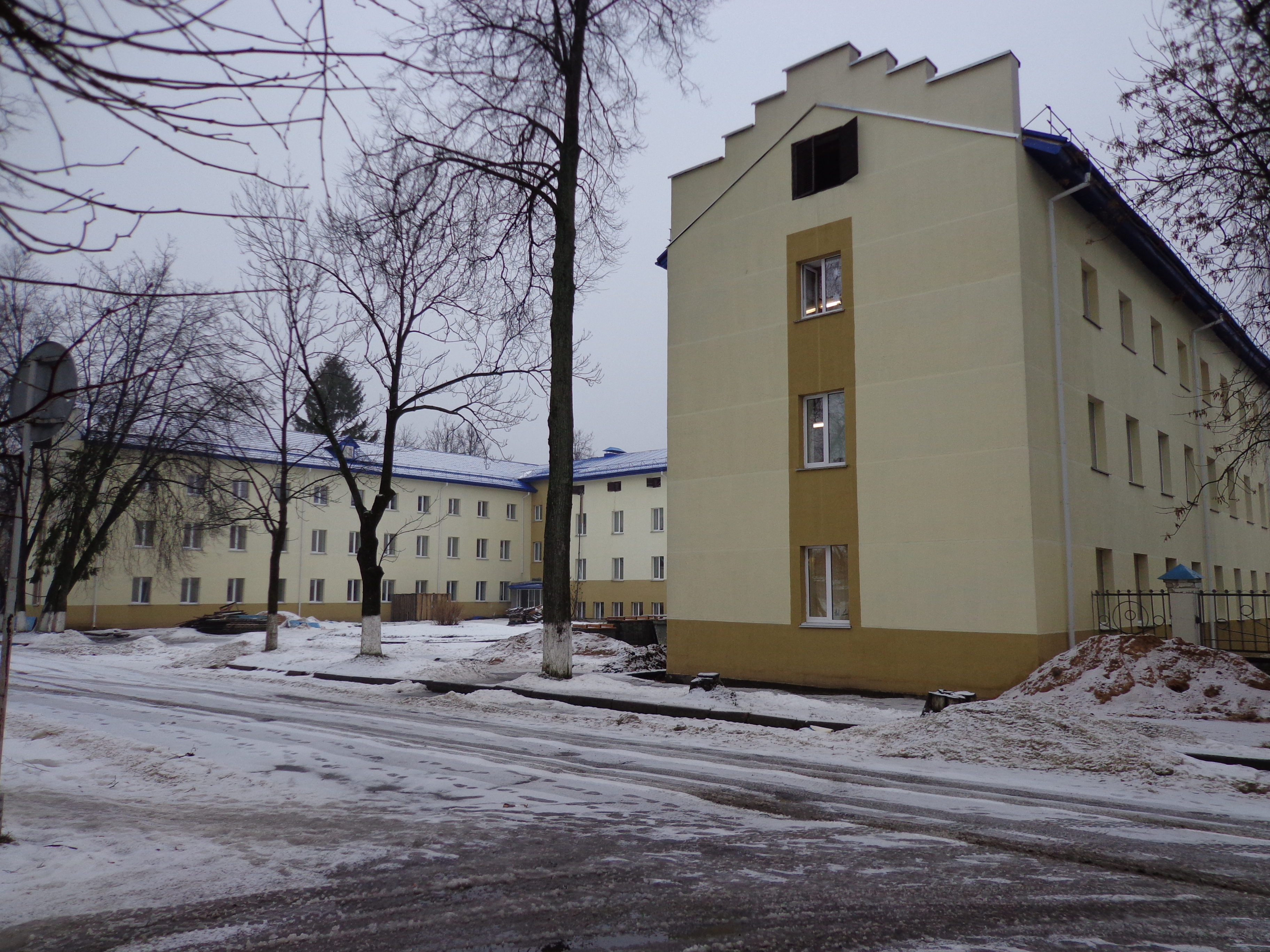
Бывшие казармы для рядовых Войска Польского (2012 год)
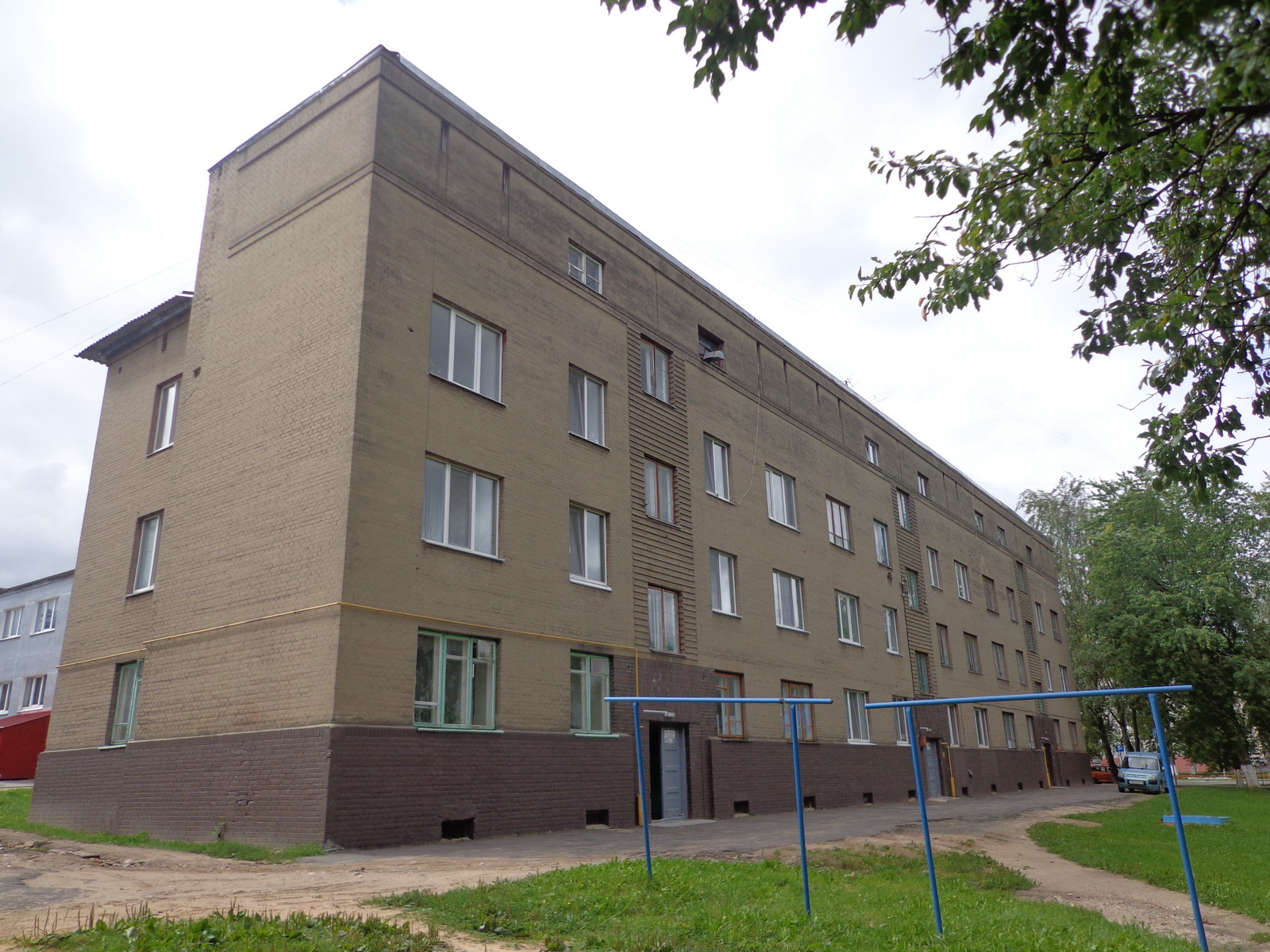
Бывший жилой 18-квартирный дом для семей офицеров Войска Польского (2010)
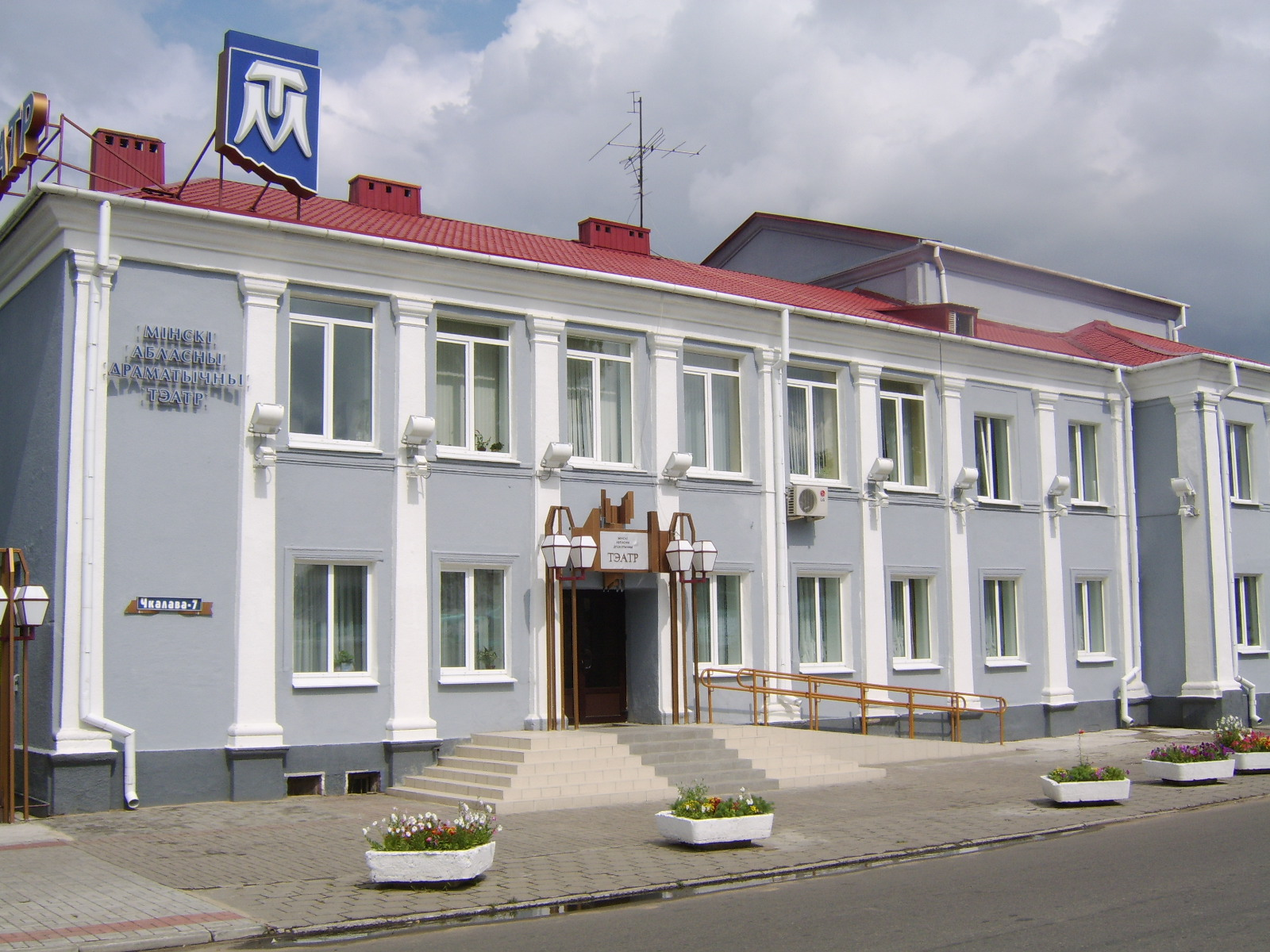
Бывший клуб офицеров
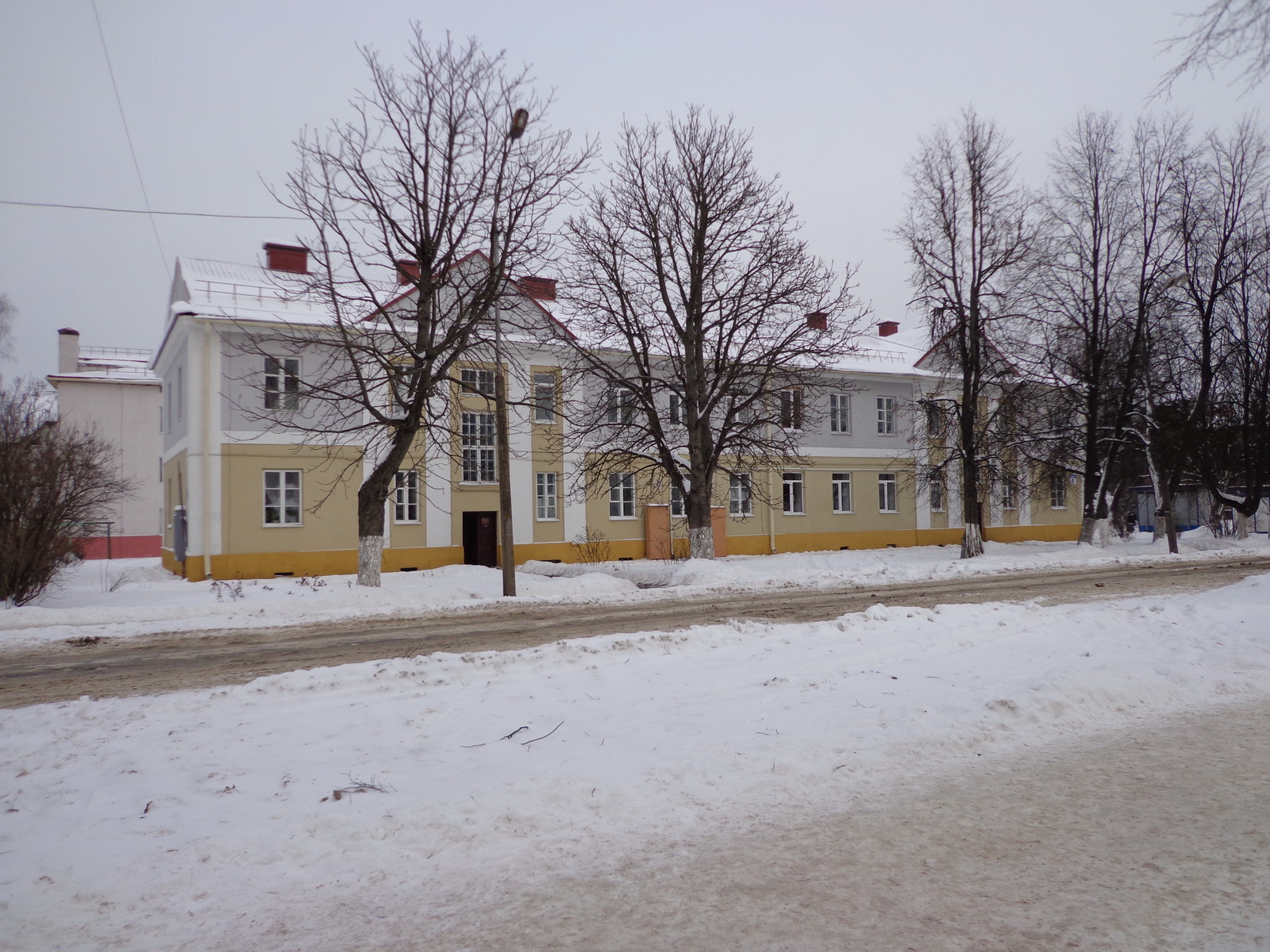
Бывший жилой дом для сержантов Войска Польского (2012)
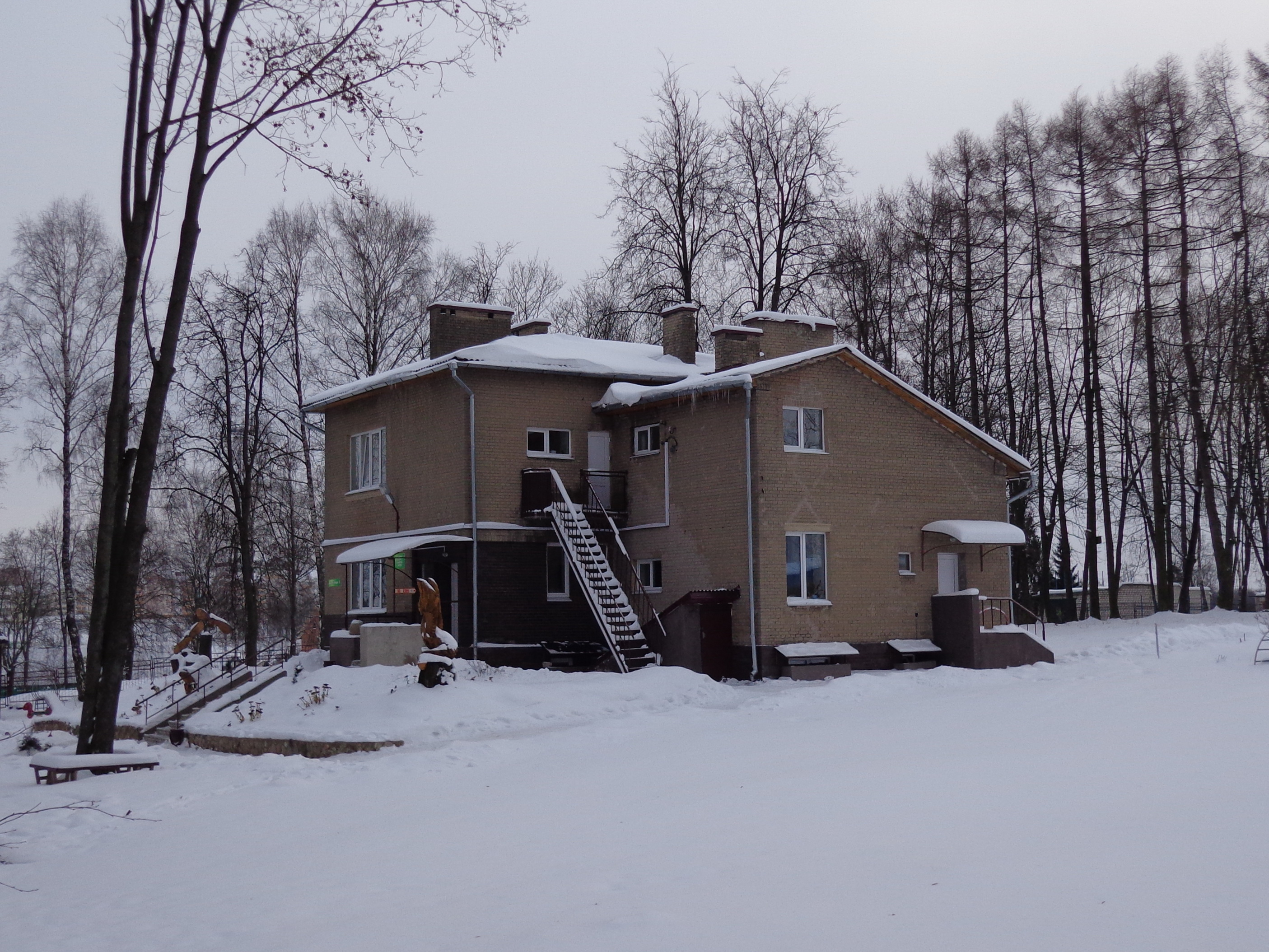
Бывший дом коменданта гарнизона (2012)
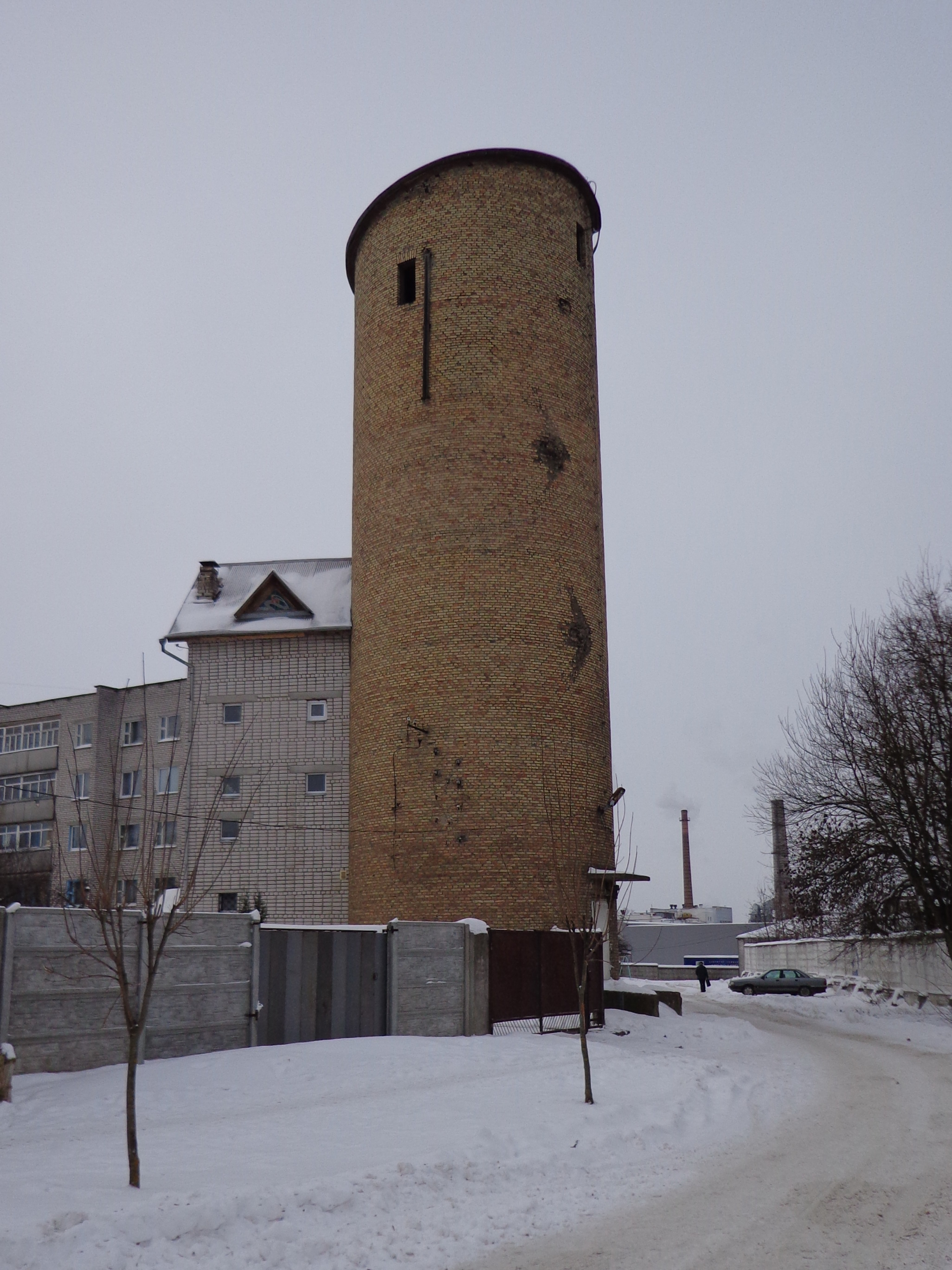
Водонапорная башня (2012)
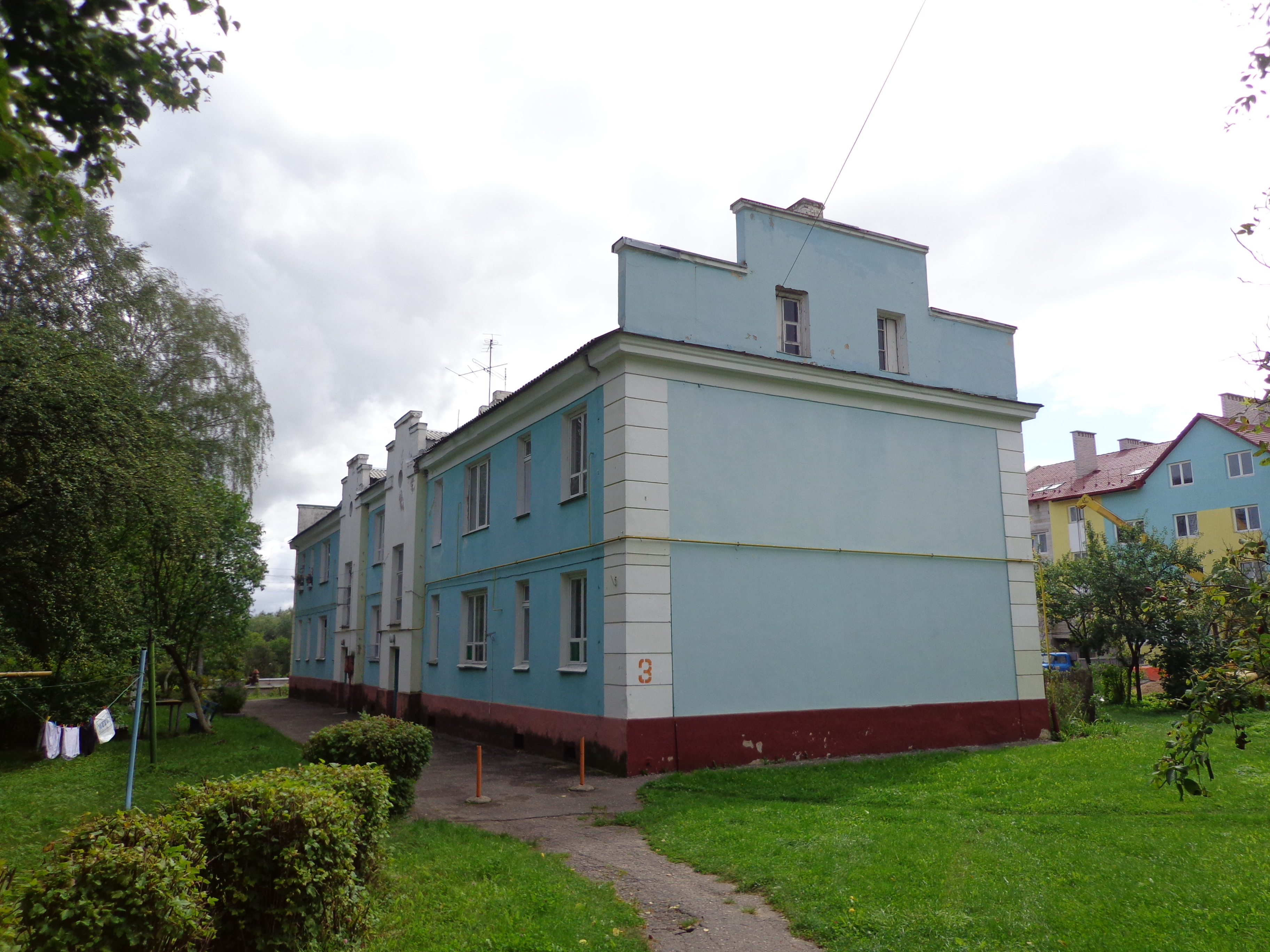
Один из 8-квартирных домов (2010)
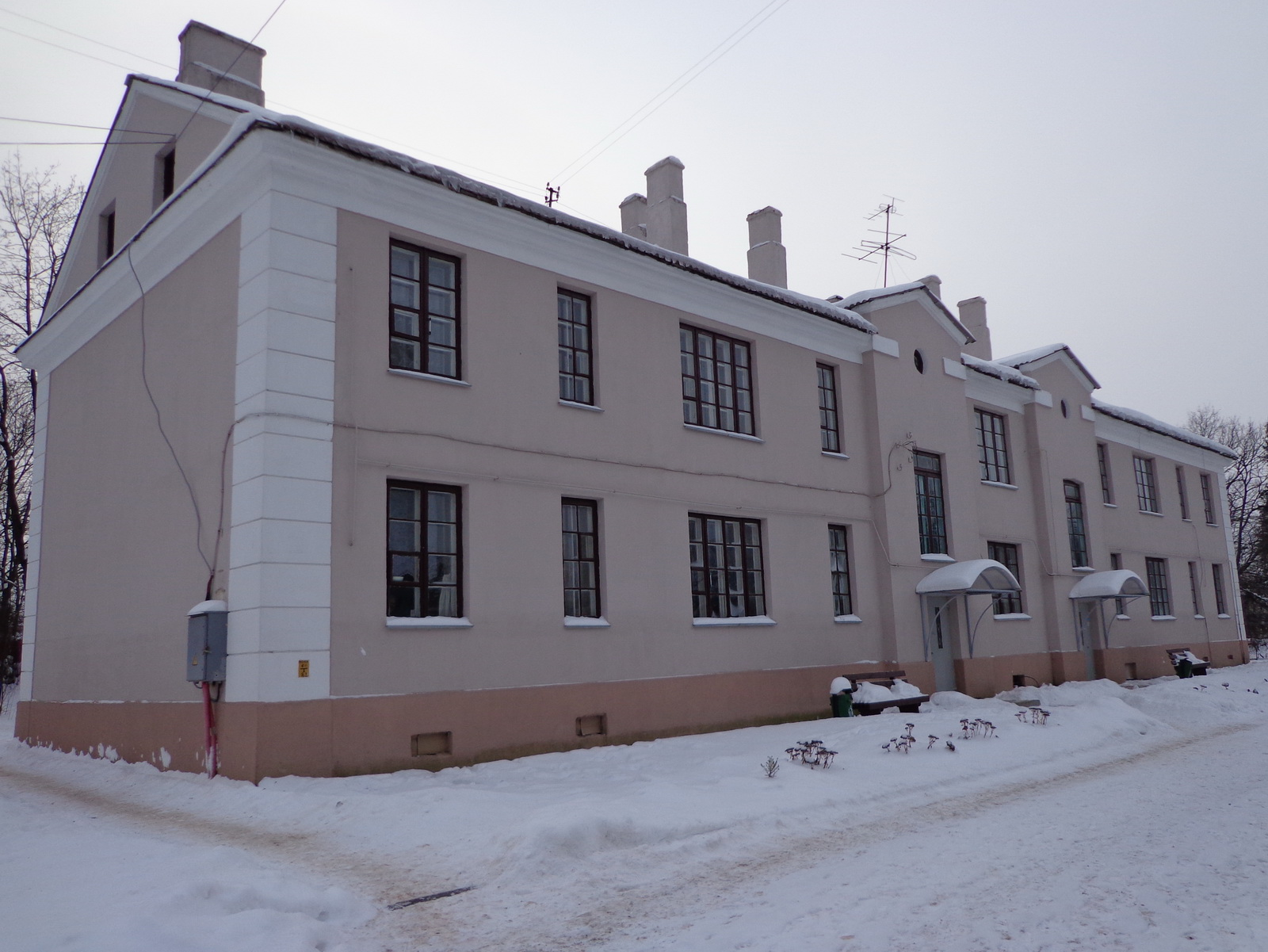
Ещё один (2012)

## Триумфальная арка

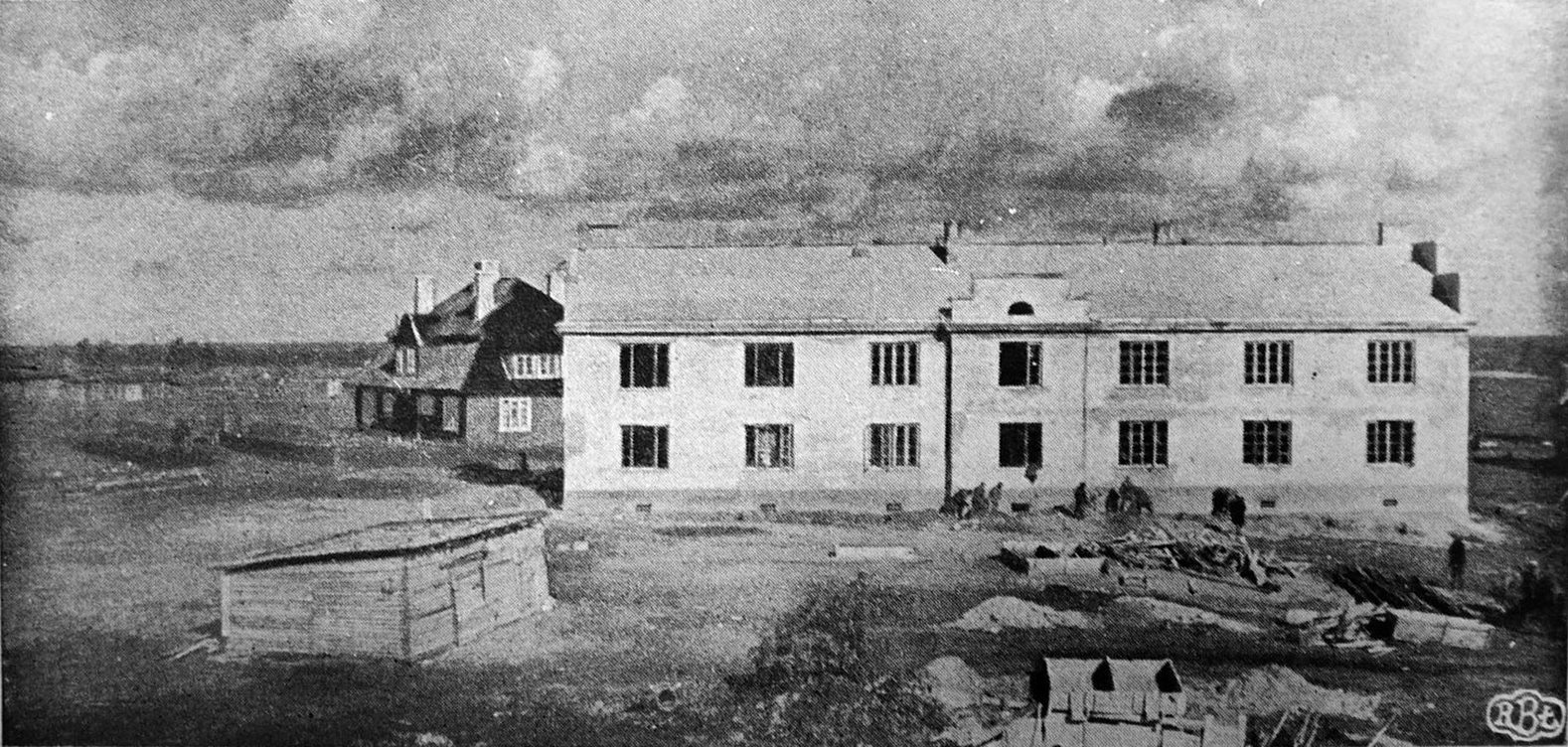
Триумфальная арка в Геленово

Триумфальная арка, возведённая в 1929 году, обозначала собой парадный въезд на территорию гарнизона со стороны молодечненского железнодорожного вокзала. Она была украшена многочисленными барельефами, статуями рыцарей и львов. Сверху арки находилась небольшая каплица, откуда полковой капелан благословлял солдат во время полковых торжеств.
В арке было три проёма, один для транспорта и два для пешеходов. Средний проезд был слишком узким, в нём невозможно было разминуться двум автомобилям. Поэтому в начале 1960-х годов в связи с увеличением автомобильного движения в Молодечно городские власти решили разобрать арку. Интересный факт: после реконструкции остановки «Драмтеатр» на её крыше появилась эмблема с упрощённым изображением арки и надписью «Геленово».